# Crypthelia lacunosa
Crypthelia lacunosa är en nässeldjursart som beskrevs av Stephen D. Cairns 1986. Crypthelia lacunosa ingår i släktet Crypthelia och familjen Stylasteridae.
Artens utbredningsområde är Indiska oceanen. Inga underarter finns listade i Catalogue of Life.